# Laoag (rivier)
De Laoag, ook bekend als Padsan, is een rivier in het noorden van Luzon, het grootste eiland van de Filipijnen. De rivier heeft een lengte van 73 kilometer en een stroomgebied van 1.353 km². De Laoag ontspringt in het noordelijke deel van de Cordillera Central en stroomt vandaar uit 30 kilometer noordwaarts. Bij Dingras stroomt de Laoag verder door een vallei in noordwestelijke richting voor het bij de stad Laoag uitmondt in de Zuid-Chinese Zee. De grootste zijrivieren zijn de Papa, de Madongan, de Solsona, de Cura en de Guisit.